# Golchehrān
Golchehrān (persiska: گلچهران) är en ort i Iran.   Den ligger i provinsen Lorestan, i den nordvästra delen av landet, 300 km sydväst om huvudstaden Teheran. Golchehrān ligger 1 765 meter över havet och antalet invånare är 757.
Terrängen runt Golchehrān är kuperad åt sydost, men åt nordväst är den platt.Runt Golchehrān är det tätbefolkat, med 257 invånare per kvadratkilometer. Närmaste större samhälle är Borujerd, 13,7 km sydost om Golchehrān. Trakten runt Golchehrān består i huvudsak av gräsmarker.